# Arthur Loft
Pour les articles homonymes, voir Loft (homonymie).

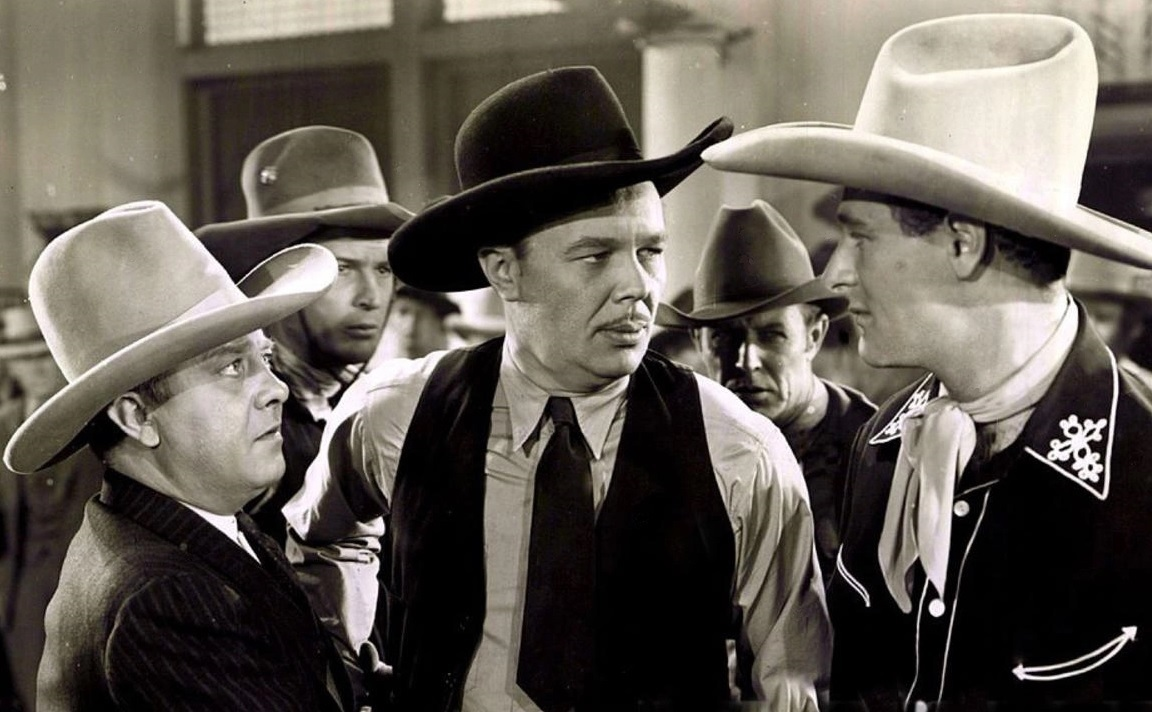
Arthur Loft, Dick Curtis et Lou Gehrig (de g. à d.), dans Rawhide (1938)

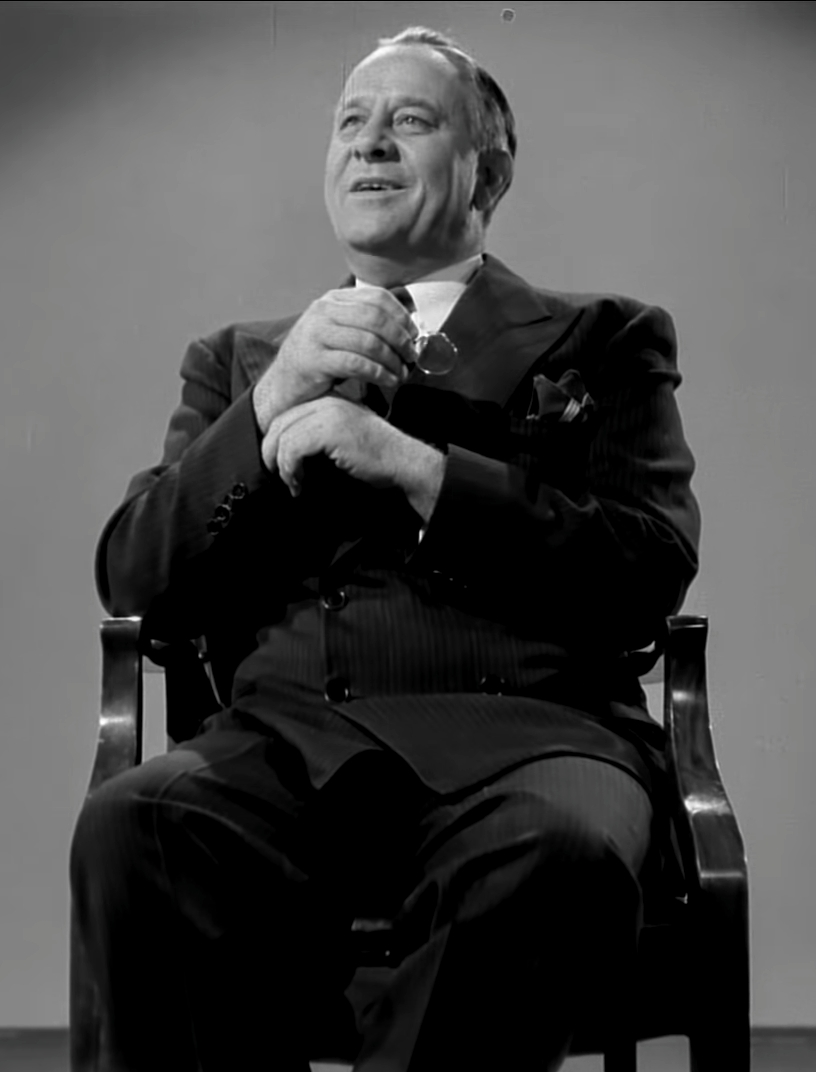
Dans La Rue rouge (1945)

Hans Peter Loft, né le 25 mai 1897 à Denver (Colorado) et mort le 1er janvier 1947 à Los Angeles (Californie), est un acteur américain, connu comme Arthur Loft.

## Biographie
Après des débuts au théâtre, Arthur Loft contribue au cinéma à deux-cent-trente-deux films américains (dont des westerns) entre 1932 et 1947. Mort prématurément le premier jour de cette dernière année, à 49 ans, il est inhumé au Forest Lawn Memorial Park de Glendale (Californie).
Parmi ses films notables, citons Je n'ai pas tué Lincoln de John Ford (1936, avec Warner Baxter et Gloria Stuart), Rawhide de Ray Taylor (1938, avec Lou Gehrig et Evalyn Knapp), Par la porte d'or de Mitchell Leisen (1941, avec Charles Boyer et Olivia de Havilland), La Femme au portrait (1944) et La Rue rouge (1945), tous deux avec Edward G. Robinson et Joan Bennett et réalisés par Fritz Lang, ou encore Le Grand Bill de Stuart Heisler (1945, avec Gary Cooper et Loretta Young).

## Filmographie partielle

### Années 1930
- 1933 : La Boule rouge (Blood Money) de Rowland Brown : un complice de Charley
- 1936 : Sous les ponts de New York (Winterset) d'Alfred Santell : le procureur de district
- 1936 : La Taverne maudite (The Rogues' Tavern) de Bob Hill : Wentworth
- 1936 : Le Doigt qui accuse (The Accusing Finger) de James Patrick Hogan : un prisonnier
- 1936 : Postal Inspector d'Otto Brower : Inspecteur Gene Richards
- 1936 : Je n'ai pas tué Lincoln (The Prisoner of Shark Island) de John Ford : Frank J. Thomas
- 1937 : The Game That Kills de D. Ross Lederman : Rudy Maxwell
- 1937 : Le Fantôme du cirque (The Shadow) de Charles C. Coleman : Shérif Jackson
- 1937 : Paid to Dance de Charles C. Coleman : Jack Miranda
- 1938 : Rawhide de Ray Taylor : Ed Saunders
- 1938 : Charlie Chan à Honolulu (Charlie Chan in Honolulu) de H. Bruce Humberstone : M. Peabody
- 1938 : Je suis la loi (I Am the Law) d'Alexander Hall : Tom Ross
- 1938 : The Lady Objects d'Erle C. Kenton : Charles Clarke
- 1939 : La Féerie de la glace (The Ice Follies of 1939) de Reinhold Schünzel : un directeur
- 1939 : Laissez-nous vivre (Let Us Live) de John Brahm : le directeur de la prison
- 1939 : Monsieur Smith au Sénat (Mr. Smith Goes to Washington) de Frank Capra : le greffier en chef
- 1939 : Les Fantastiques Années 20 (The Roaring Twenties) de Raoul Walsh : le propriétaire placide

### Années 1940
- 1940 : The Carson City Kid de Joseph Kane : l'ivrogne au saloon
- 1940 : Colorado (en) de Joseph Kane : Jim Macklin
- 1940 : Texas Terrors de George Sherman : Olin Blake
- 1940 : Teddy, the Rough Rider de Ray Enright (court métrage) : Big Jim Rafferty
- 1941 : L'Engagé volontaire (Caught in the Draft) de David Butler : le réalisateur
- 1941 : La vie commence pour André Hardy (Life Begins for Andy Hardy) de George B. Seitz : un policier à cheval
- 1941 : Par la porte d'or (Hold Back the Dawn) de Mitchell Leisen : M. Elvestad
- 1941 : Tu m'appartiens (You Belong to Me) de Wesley Ruggles : un journaliste
- 1942 : Espionne aux enchères (The Lady Has Plans) de Sidney Lanfield : M. Weston
- 1942 : Girl Trouble de Harold D. Schuster
- 1942 : Mon secrétaire travaille la nuit (Take a Letter, Darling) de Mitchell Leisen : M. French
- 1942 : Le meurtrier s'est échappé (Fly-by-Night) de Robert Siodmak : Inspecteur Karns
- 1942 : La Clé de verre (The Glass Key) de Stuart Heisler : Clyde Matthews
- 1942 : Broadway de William A. Seiter : un détective
- 1942 : Le Nigaud magnifique (The Magnificent Dope) de Walter Lang : le vendeur d'extincteurs
- 1942 : Ce que femme veut ou Kalamazoo (Orchestra Wives) d'Archie Mayo : le directeur de la séance d'enregistrement
- 1942 : Blue, White and Perfect d'Herbert I. Leeds : Joseph P. McCordy
- 1942 : La Fille de la forêt (The Forest Rangers) de George Marshall : John Arnold
- 1942 : Le Mystérieux Docteur Broadway (Dr Broadway) d'Anthony Mann : Capitaine Mahoney
- 1942 : Au pays du rythme (Star Spangled Rhythm) de George Marshall et A. Edward Sutherland : Casey
- 1943 : Les bourreaux meurent aussi (Hangmen Also Die) de Fritz Lang : Général Votruba
- 1943 : Obsessions (Flesh and Fantasy) de Julien Duvivier : un détective
- 1943 : La Cité sans hommes (City Without Men) de Sidney Salkow : un avocat
- 1943 : Mon amie Flicka (My Friend Flicka) d'Harold D. Schuster : Charley Sargent
- 1943 : La Vie aventureuse de Jack London (Jack London) d'Alfred Santell : Fred Palmer
- 1943 : A Scream in the Dark de George Sherman
- 1943 : La Ruée sanglante (In Old Oklahoma) d'Albert S. Rogell : Fenton
- 1944 : Buffalo Bill de William A. Wellman : un aboyeur
- 1944 : La Femme au portrait (The Woman in the Window) de Fritz Lang : Claude Mazard / Frank Howard / Charlie
- 1944 : Le Président Wilson (Wilson) d'Henry King : Franklin Lane
- 1944 : Une femme sur les bras (Practically Yours) de Mitchell Leisen : Oncle Ben Bellamy
- 1944 : Hitler et sa clique (The Hitler Gang) de John Farrow : Walter von Reichenau
- 1945 : Sa dernière course (Sally O'Rourke) de Raoul Walsh : Joe
- 1945 : Le Grand Bill (Along Came Jones) de Stuart Heisler : le shérif
- 1945 : L'Oncle Harry (The Strange Affair of Uncle Harry) de Robert Siodmak : M. Follinsbee
- 1945 : La Rue rouge (Scarlet Street) de Fritz Lang : Dellarowe
- 1945 : Le Cobra de Shanghaï (The Shanghai Cobra) de Phil Karlson : Bradford Harris
- 1945 : Du sang dans le soleil (Blood on the Sun) de Frank Lloyd : un journaliste américain
- 1945 : La Blonde incendiaire (Incendiary Blonde) de George Marshall : McKee
- 1946 : Révolte à bord (Two Years Before the Mast) de John Farrow : Josiah Crabtree
- 1946 : À chacun son destin (To Each His Own) de Mitchell Leisen : Bernadock Clinton
- 1946 : Le Laitier de Brooklyn (The Kid from Brooklyn) de Norman Z. McLeod : Joe
- 1946 : Le Dahlia bleu (The Blue Dahlia) de George Marshall : Wolf
- 1946 : Le Traître du Far-West (The Virginian) de Stuart Gilmore : le shérif